# Adrien Manglard

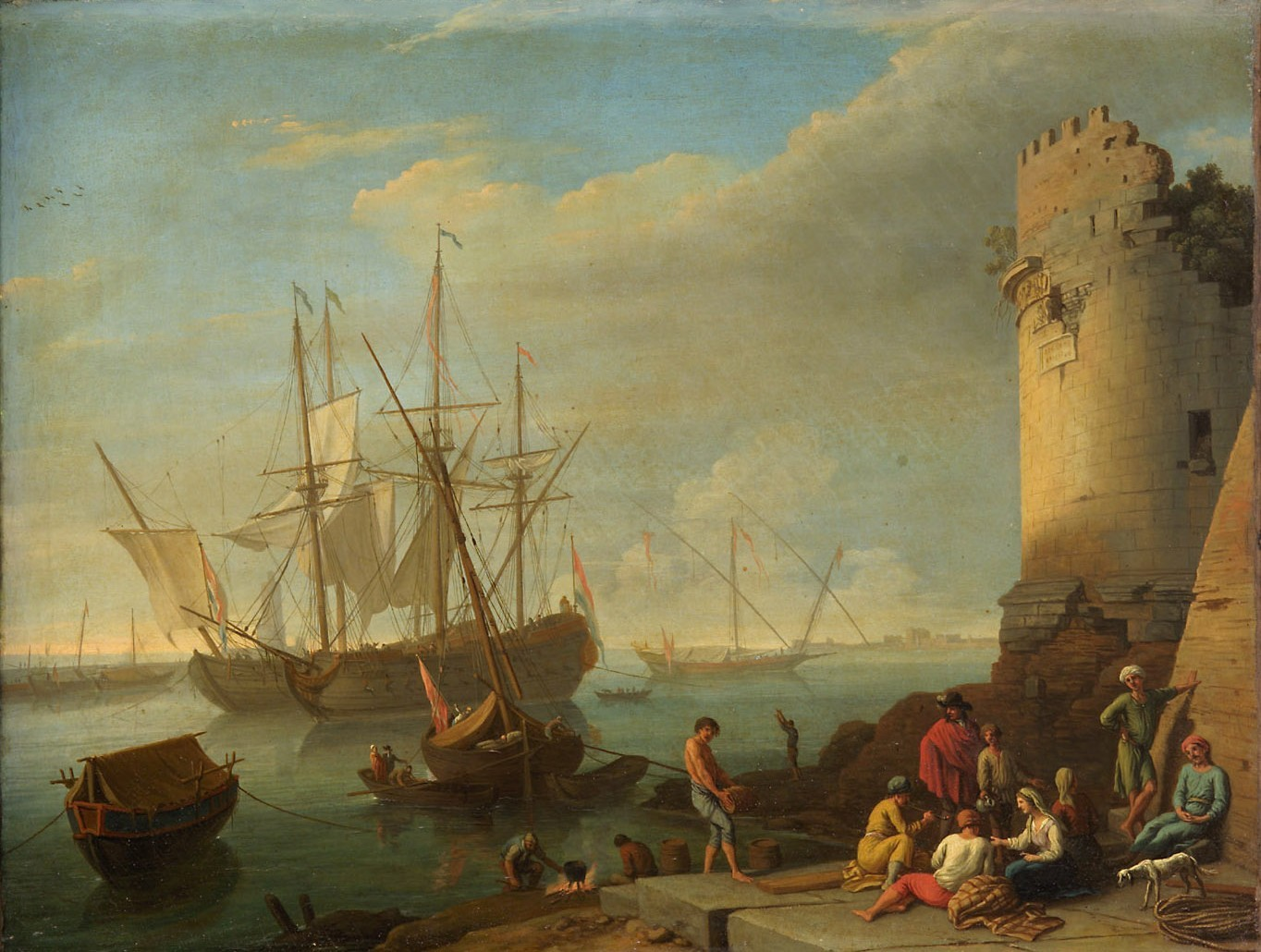
Seehafen, Kunsthistorisches Museum, Wien

Adrien Manglard ([adʁijɛ̃ mɑ̃ɡlaʁ]; * 10. oder 12. März 1695 in Lyon; † 31. Juli oder 1. August 1760 in Rom) war ein französischer Maler, Zeichner und Stecher.

## Leben

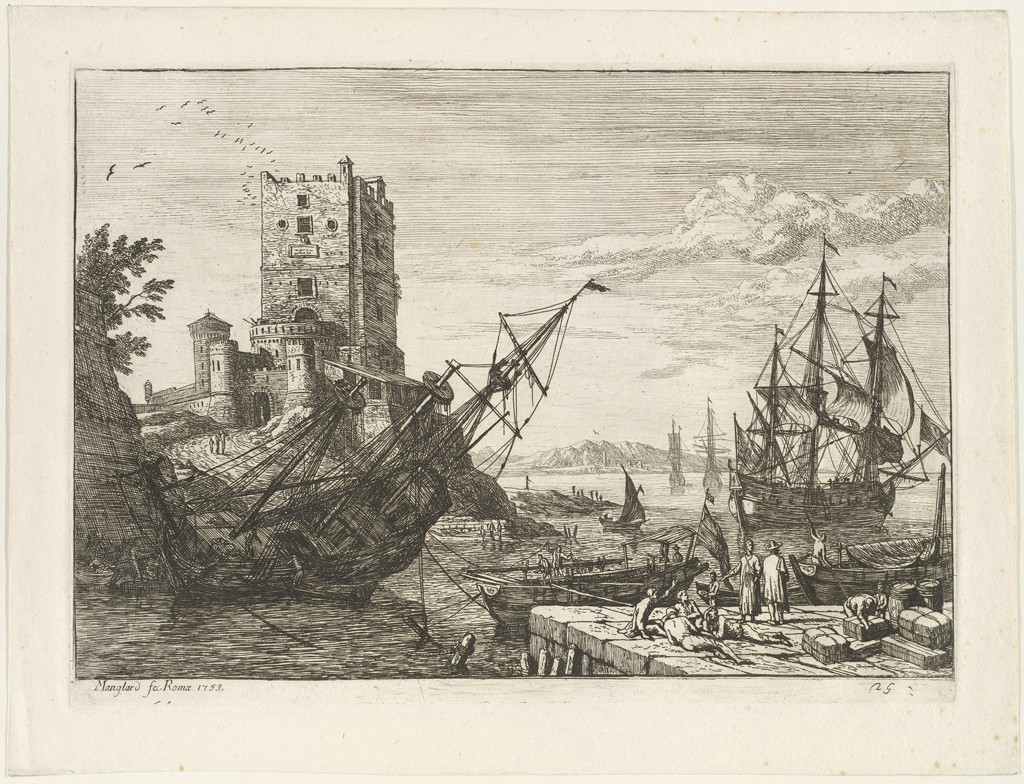
Seehafen mit quadratischem Turm (Druck), Harvard Art Museums, Cambridge (Massachusetts)

Adrien Manglard wurde am 10. März 1695 in Lyon, Königreich Frankreich, als Erstgeborener von Edmond (genannt Aimé) Manglard und Catherine Rose du Perrier (oder Dupérier) geboren. Er wurde am 12. März desselben Jahres in der Kirche von Saint-Vincent getauft. Sein Vater war auch ein Maler, der aus Paris stammte. Seine Mutter war die Tochter eines Buchhändlers.
Die Familie von Manglard litt unter den wirtschaftlichen Auswirkungen der Hungersnot, die durch das extrem kalte Wetter der Kleinen Eiszeit verursacht wurde und zu den Seven ill years in Schottland und dem bemerkenswert kalten Großen Winter in Frankreich führte. Die nachfolgende Hungersnot hatte schätzungsweise 600.000 Todesfälle zur Folge bis Ende 1710 in Frankreich. Im Jahr 1707 wurden Manglards zwei Brüder Pierre und Daniel im Hôpital de la Charité, einem Waisenhaus in Lyon, zurückgelassen, wo sie als délaissés (verlassen) aufgenommen wurden.: Seite 15, 31
Manglard studierte bei Adriaen van der Cabel in Lyon. Van der Cabel war ein niederländischer Landschaftsmaler des Goldenen Zeitalters und Schüler von Jan van Goyen, der wie Manglard in seiner Jugend nach Rom reiste, wo er sich von 1656 bis 1674 aufhielt. Dort geriet sein niederländischer Stil unter den Einfluss der römisch-bolognesischen Landschaft Maltradition.: S. 30 Als Schüler von van der Cabel wurde Manglard von der niederländischen Landschaftsmalerei des Goldenen Zeitalters sowie dem für das 17. Jahrhundert typischen italienisierten niederländischen Malstil beeinflusst.: S. 64 Manglard zog später nach Avignon, wo er bei einem Kartäusermönch und Maler, Joseph Gabriel Imbert, studierte.
Um 1715 zog Manglard nach Rom. Er kam einfach als „Tourist“ nach Rom; er stand nicht unter dem Schutz der französischen Akademie, die ihn 1736 als ordentliches Mitglied begrüßen würde.: S. 39 Im Jahr 1722 genoss er wahrscheinlich bereits einen gewissen Bekanntheitsgrad in Rom.: S. 34 Manglard genoss zumindest seit Mitte der 1720er Jahre die Schirmherrschaft namhafter Kommissare. In den 1720er Jahren begann er für die in Turin residierenden Savoyer zu arbeiten, an die er 1726 zwei Gemälde aus Rom sandte.: S. 34 Manglards Talent als Marinemaler war so groß, dass seine Karriere schnell voranschritt: Zu den renommierten Kunden gehörten Viktor Amadeus II., Herzog von Savoyen und König von Sardinien, der 1726 zwei passende Stücke von ihm kaufte (Turin, Galleria Sabauda), und Philipp, Herzog von Parma. Allein Philipp beauftragte Manglard, seine Paläste mit mehr als 140 Gemälden zu schmücken. Manglard genoss auch die Schirmherrschaft der wichtigsten römischen Familien, darunter die Colonna, die Orsini, die Rondani, die Rospigliosi und die Chigi. Für die Chigi hat er zwei Räume im Piano Nobile des Palazzo Chigi, heute Amtssitz des italienischen Ministerpräsidenten, mit Fresken bemalt.: S. 13

## Werk

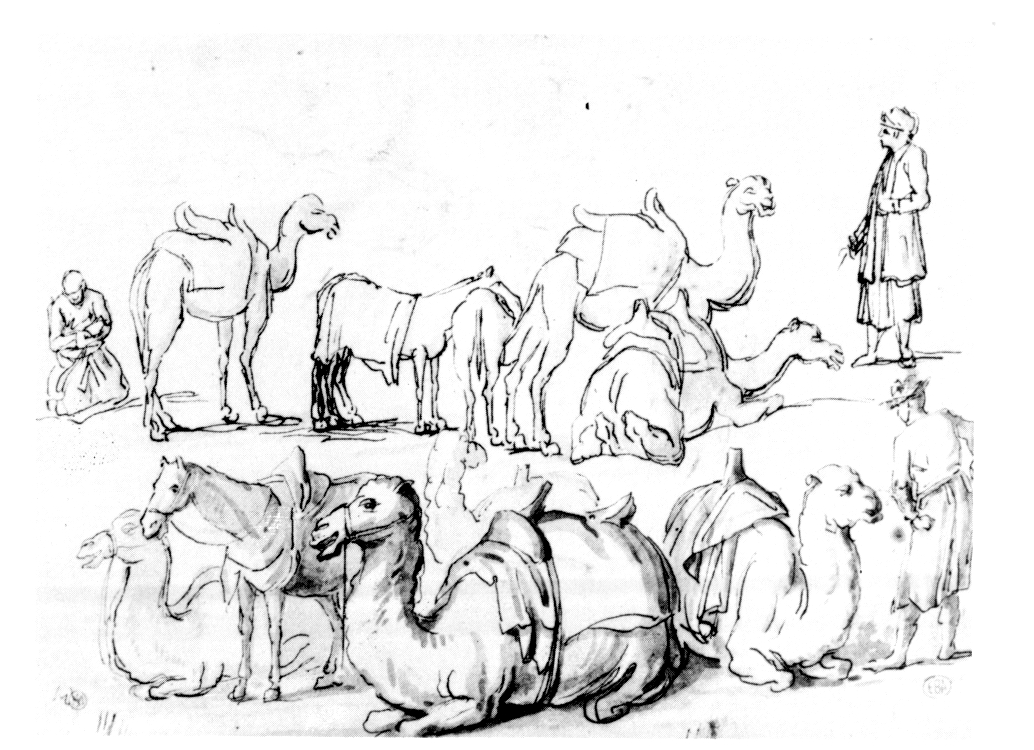
Zeichnung von Kamelen, École des Beaux-Arts, Paris

Manglard wurde von einem niederländischen Landschaftsarchitekten aus dem Goldenen Zeitalter ausgebildet, der selbst nach Italien gereist war. Dort wurde sein Stil, wie erwähnt, von der örtlichen römisch-bolognesischen Schule beeinflusst. Manglard kam so zunächst mit dem niederländischen Landschaftsmalstil des Goldenen Zeitalters in Kontakt, mit dem gebührenden italienischen Einfluss von Cabel, um dann in seinen frühen Zwanzigern selbst nach Italien zu ziehen und sich dort von den bekannten römischen Malern dieser Zeit beeinflussen zu lassen, einschließlich der Künstler im Kreis des Bildhauers Pierre Legros, wie Sebastiano Conca und Gaspar van Wittel. Manglards Marinemalereien kombinieren „die idealisierten, klassischen Landschaften von Claude Lorrain mit dem akuten Realismus nordischer Modelle“.
Manglards bemerkenswertester Schüler in Rom war wahrscheinlich Claude-Joseph Vernet, der aus Avignon stammte. Manglard führte ihn mit Bernardino Fergioni in die Seestückmalerei ein. Laut einigen Autoren überschatteten sowohl Vernet als auch Manglard ihren Meister Fergioni. Laut denselben Autoren hatte Vernet wiederum eine subtilere Anmut und einen subtileren Verstand als sein Meister, der einen soliden, festen, natürlichen und harmonisierenden Geschmack präsentierte: „[…] Il suo nome [der Name von Fergioni] fu dopo non molti anni oscurato da due franzesi, Adriano Manglard, di un gusto sodo, naturale, accordato; e il suo allievo, Giuseppe Vernet, di una vaghezza and di uno spirito superiore al maestro.“: S. 23

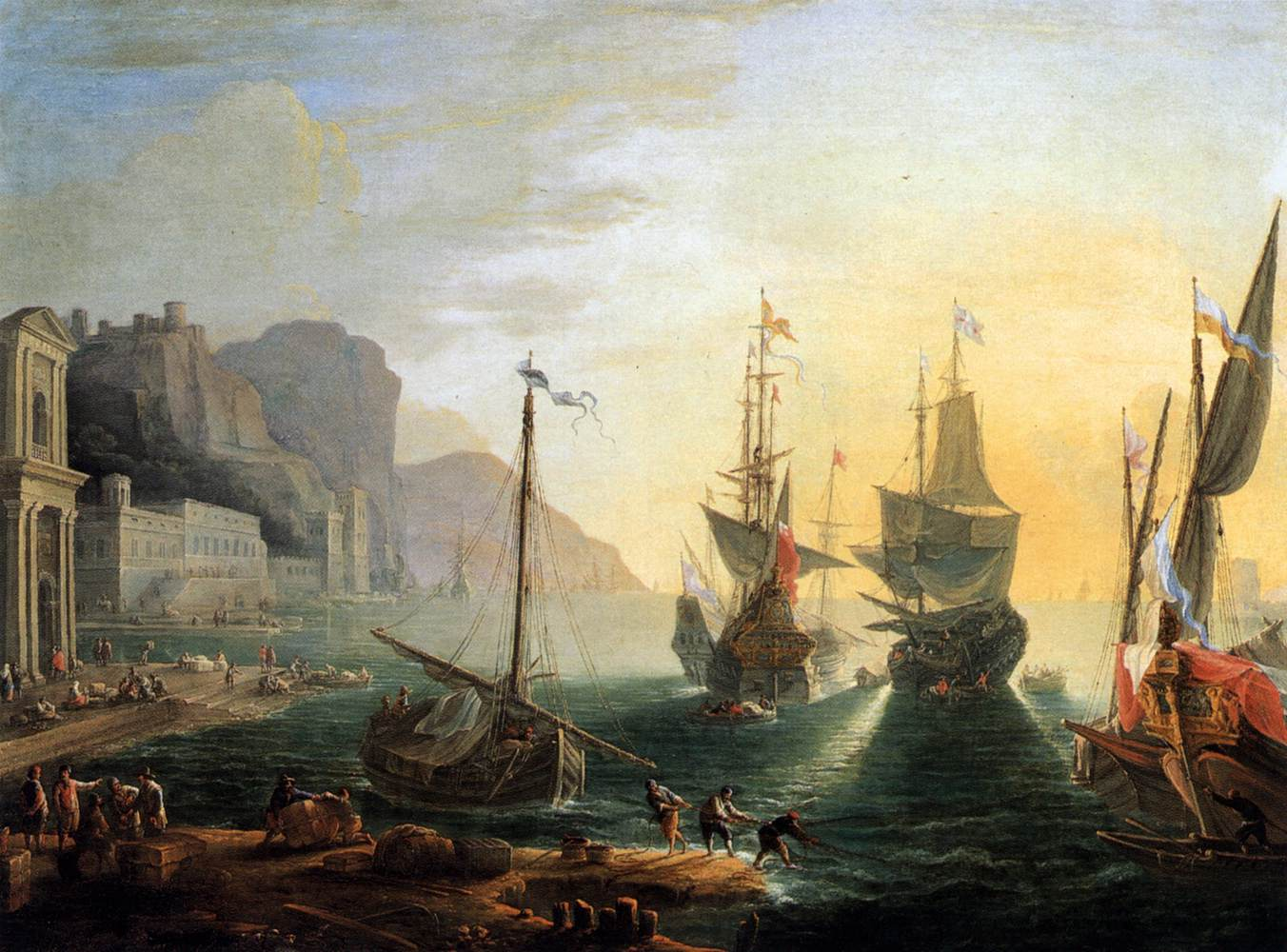
Blick auf einen südlichen Hafen, Akademie der bildenden Künste, Wien
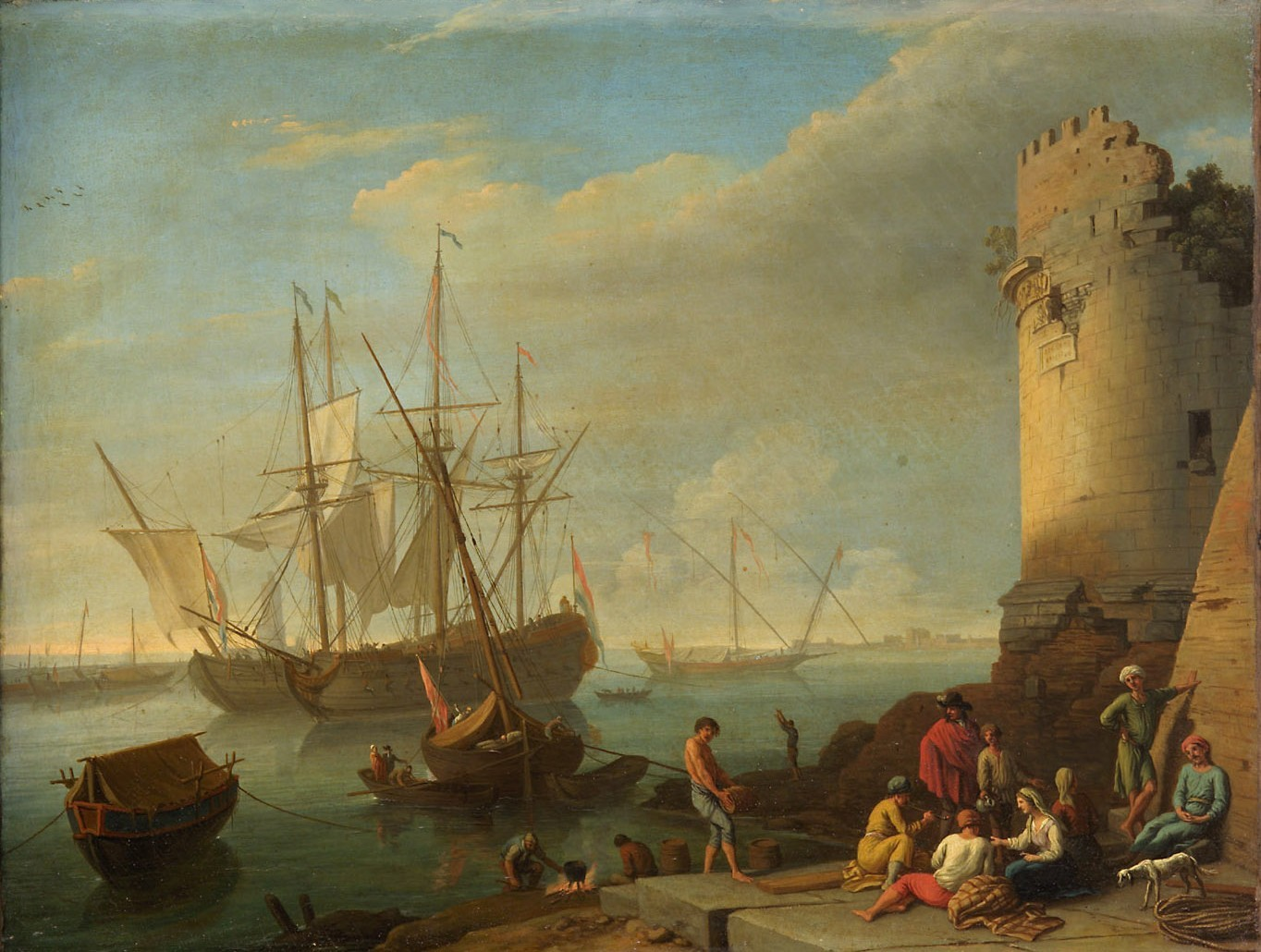
Seehafen, Kunsthistorisches Museum, Wien
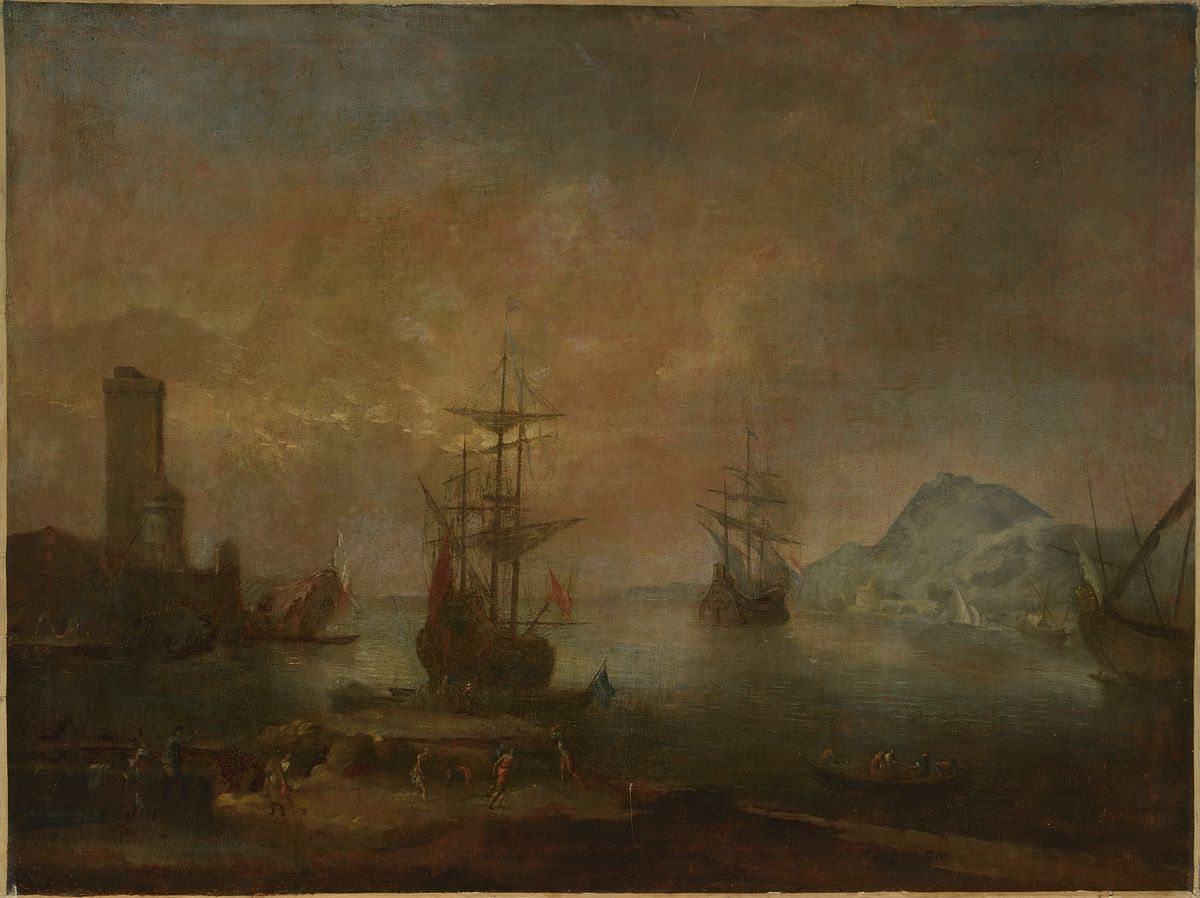
Marine, Musée des Beaux-Arts, Lyon
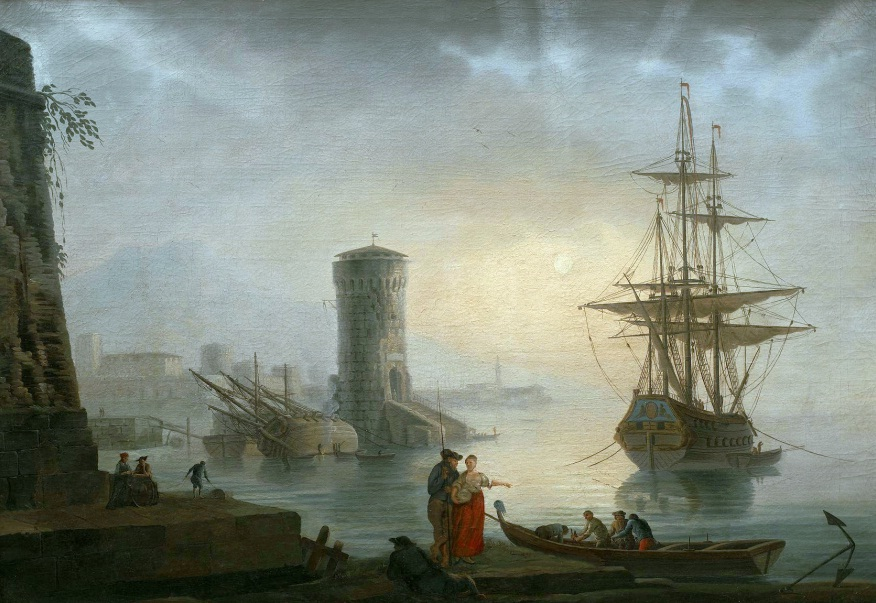
Mittelmeerhafen, Palastmuseum Wilanów, Warschau
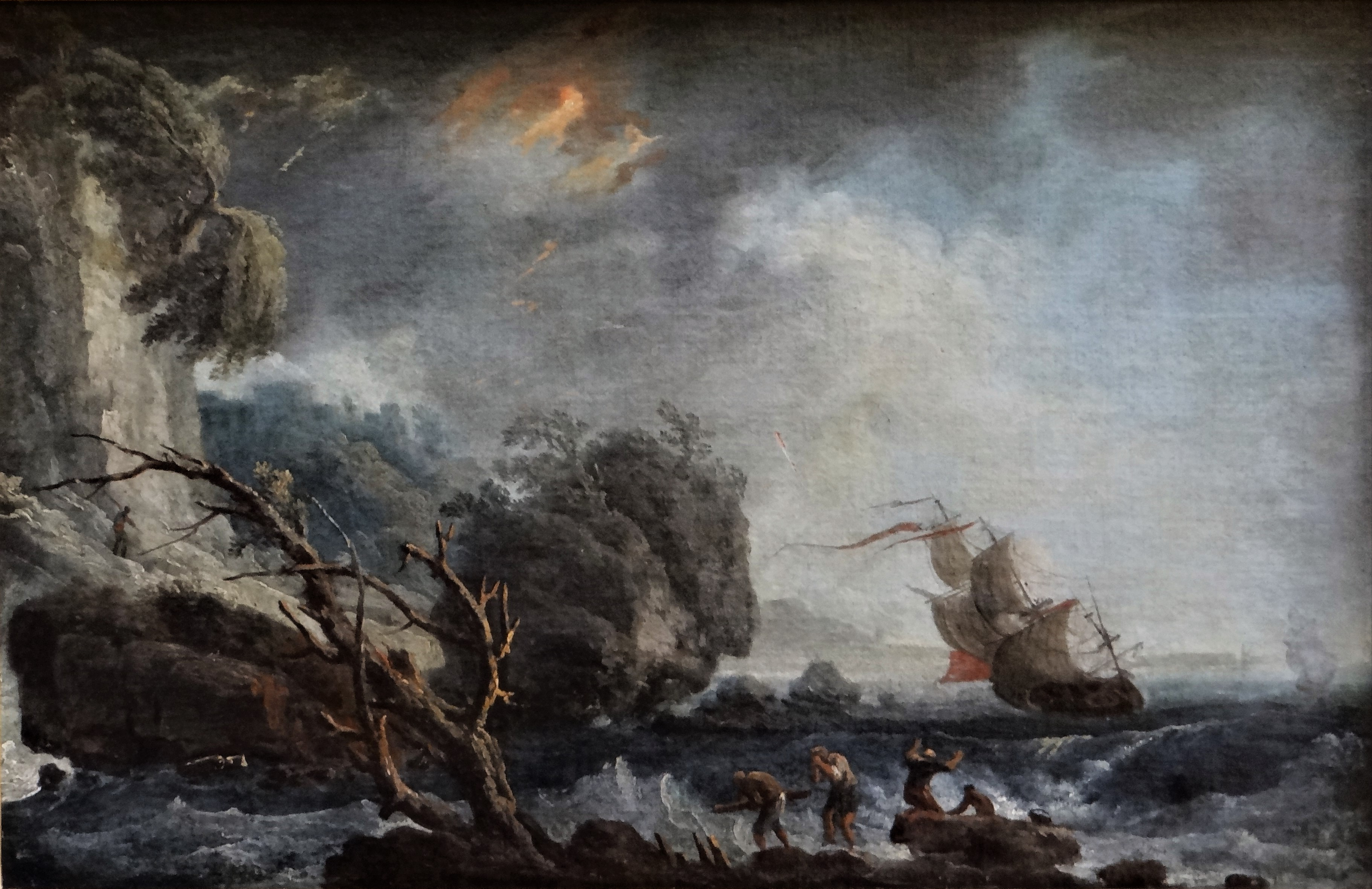
Das Ende des Sturms, Museum für Kunst und Archäologie des Périgord, Périgueux
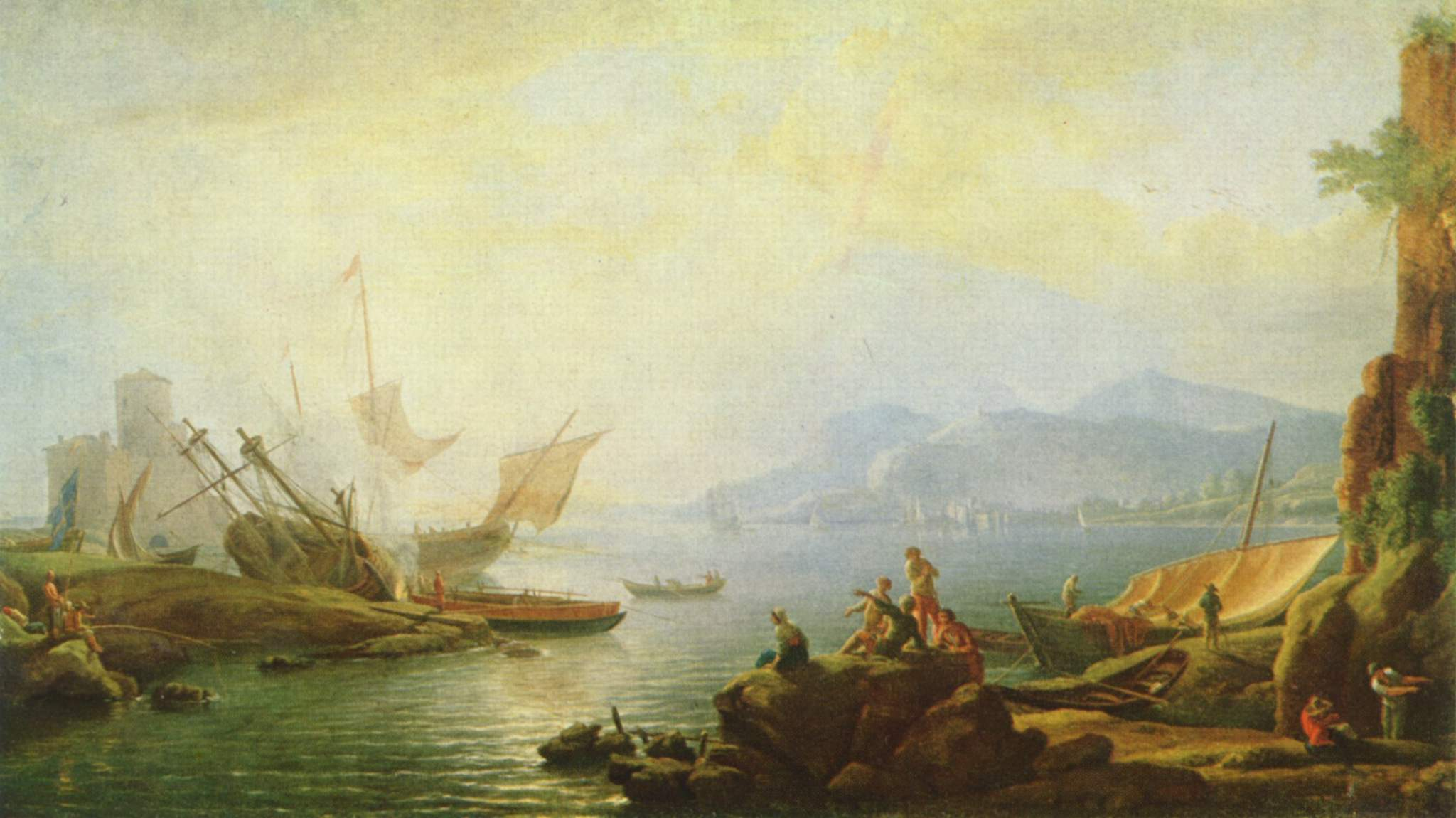
Flussmündung mit Hafen, Szépművészeti Múzeum, Budapest
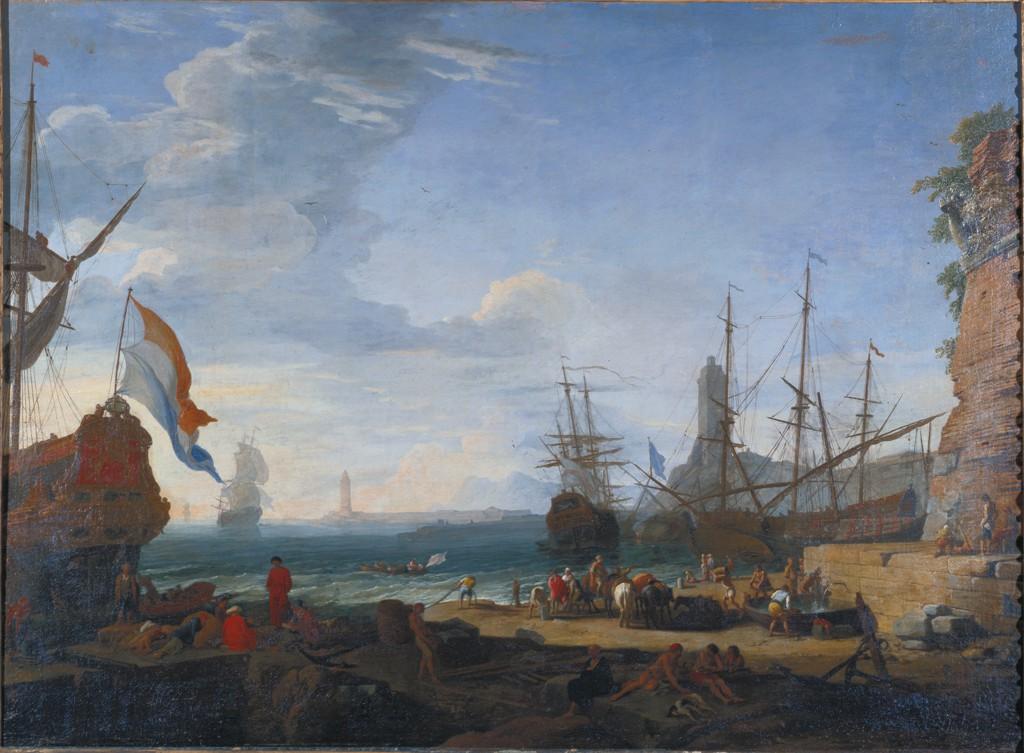
Seehafen Szene, Harvard Art Museums, Cambridge (Massachusetts)
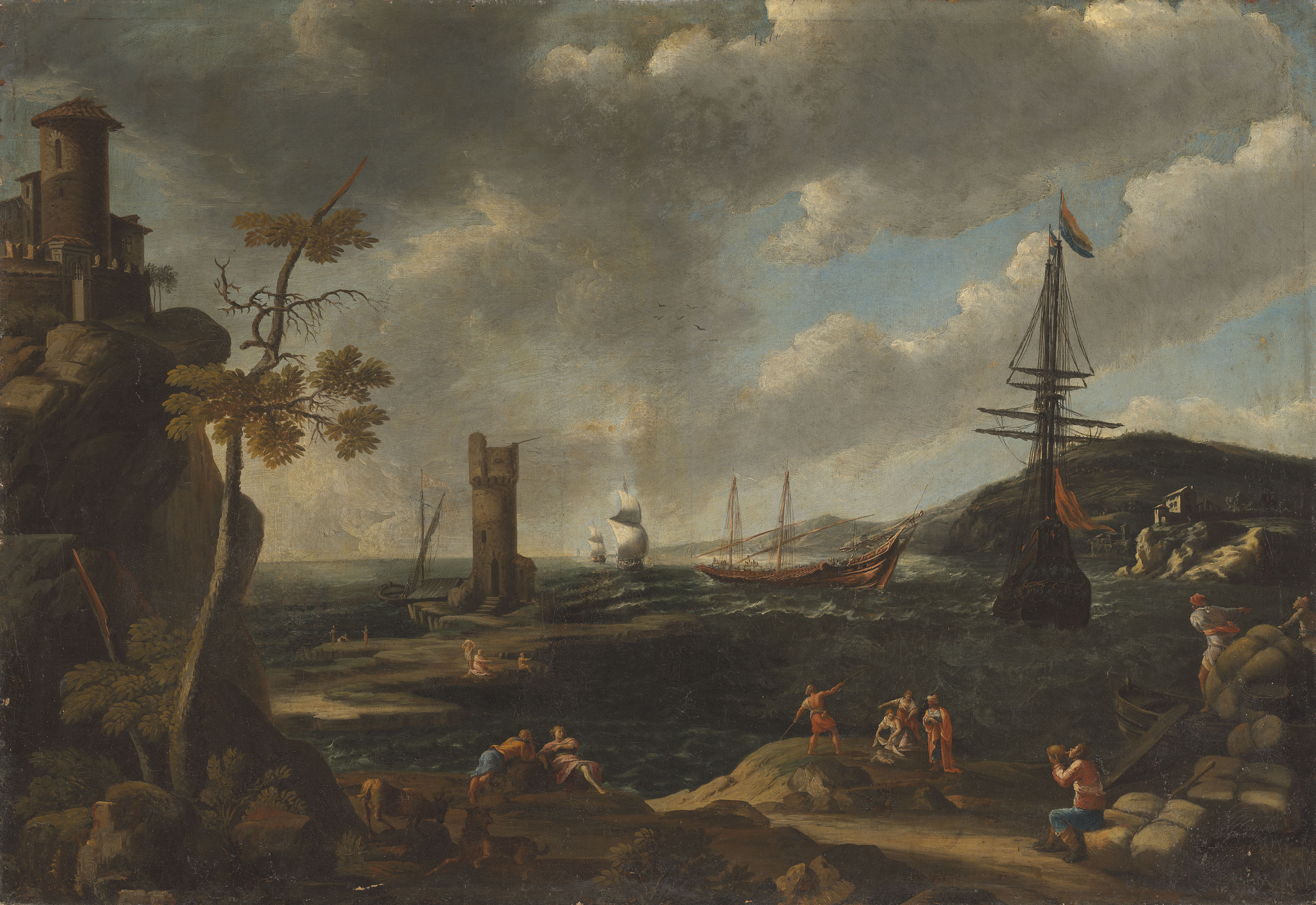
Eine Küstenlandschaft mit Fischern, Privatsammlung
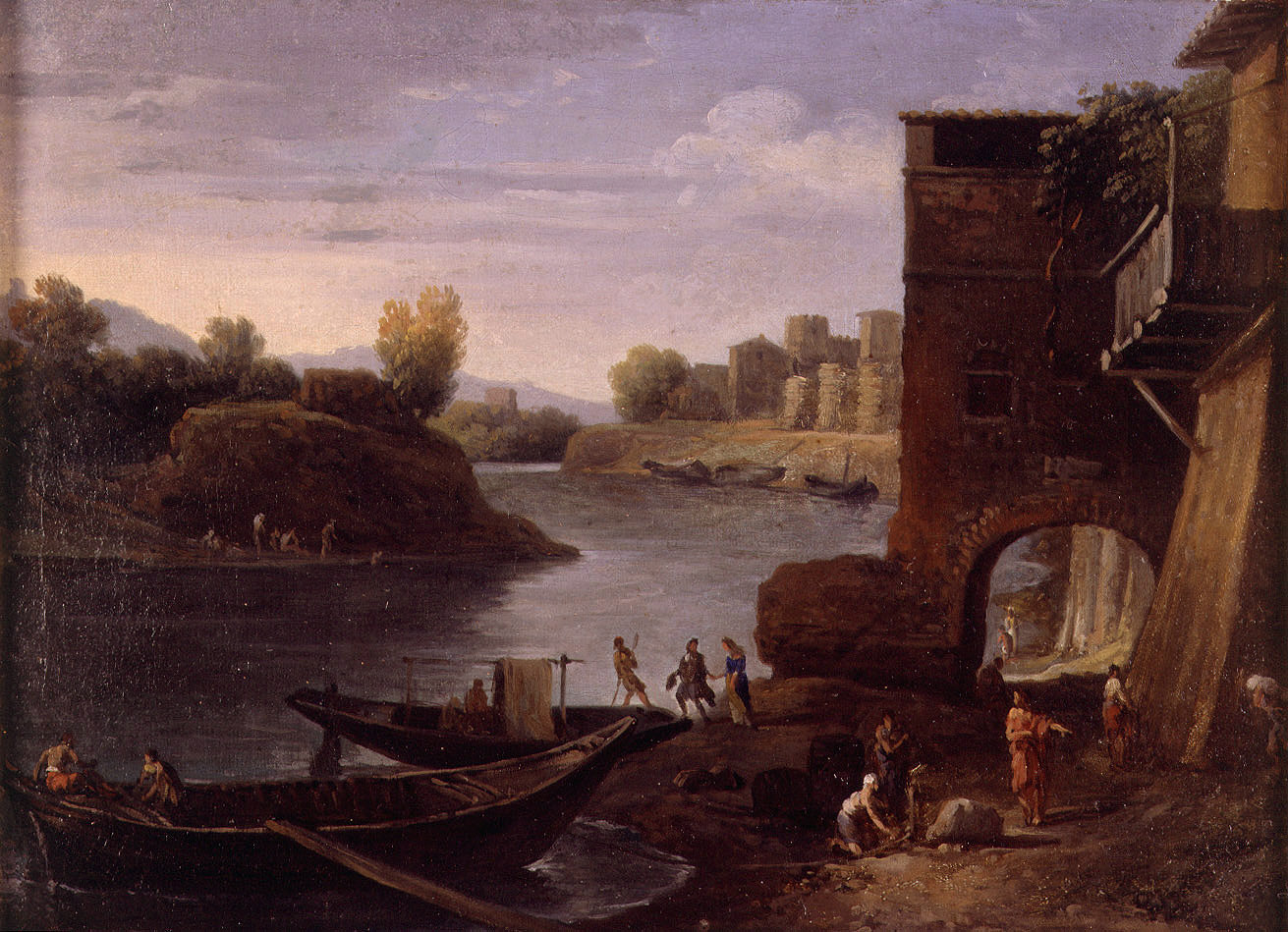
Embarcadero, Kreis von Adrien Manglard, Museo de Bellas Artes de Valencia, Valencia
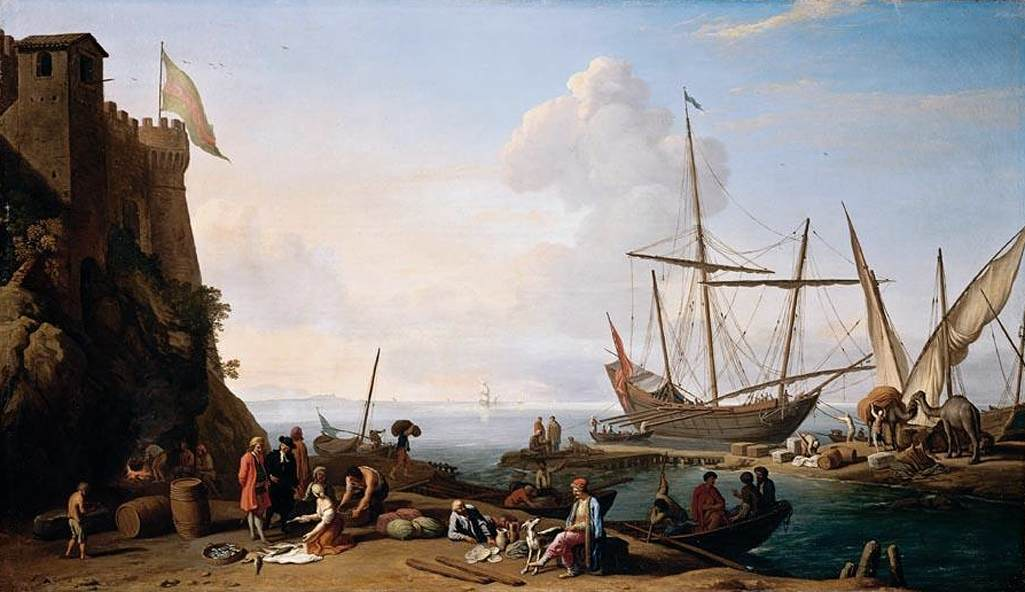
Mediterrane Hafenszene, Privatsammlung
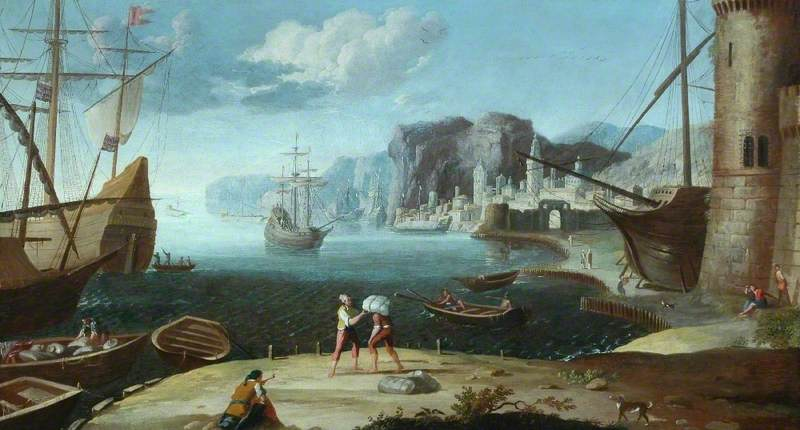
A Seaport on a Rocky Coast, Bowes Museum, England
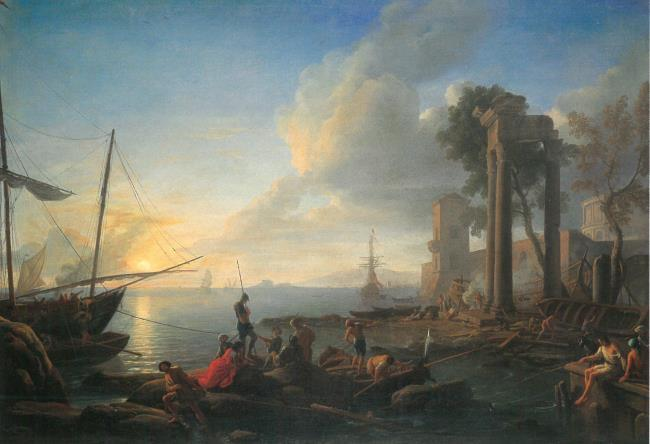
Südliche Küstenlandschaft mit Figuren und Schiffen bei einer Landung, Galleria Sabauda, Turin